# Baeolidia
Baeolidia Bergh, 1888 è un genere di molluschi nudibranchi della famiglia Aeolidiidae.

## Tassonomia
Comprende le seguenti specie:
- Baeolidia australis (Rudman, 1982)
- Baeolidia chaka (Gosliner, 1985)
- Baeolidia cryoporos Bouchet, 1977
- Baeolidia dela (Er. Marcus & Ev. Marcus, 1960)
- Baeolidia gracilis Carmona, Pola, Gosliner & Cervera, 2014
- Baeolidia harrietae (Rudman, 1982)
- Baeolidia japonica Baba, 1933
- Baeolidia lunaris Carmona, Pola, Gosliner & Cervera, 2014
- Baeolidia macleayi (Angas, 1864)
- Baeolidia moebii Bergh, 1888 - specie tipo
- Baeolidia palythoae Gosliner, 1985
- Baeolidia quoyi Pruvot-Fol, 1934
- Baeolidia ransoni (Pruvot-Fol, 1956)
- Baeolidia rieae Carmona, Pola, Gosliner & Cervera, 2014
- Baeolidia salaamica (Rudman, 1982)
- Baeolidia scottjohnsoni Carmona, Pola, Gosliner & Cervera, 2014
- Baeolidia variabilis Carmona, Pola, Gosliner & Cervera, 2014